# Franco Boselli
Franco Boselli (Milano, 10 febbraio 1958) è un ex cestista italiano.

## Carriera
Cresciuto nelle squadre giovanili dell'Olimpia Milano, esordisce in prima squadra nella stagione 1975-76, e rimarrà a Milano fino alla stagione 1986-87, per poi passare a Forlì, Caserta con la quale disputò una finale di Coppa delle Coppe e Firenze. Al termine della sua attività professionistica ha comunque continuato a giocare in categorie minori con i "Knights Legnano" ed altre squadre. La sua carriera è legata soprattutto al periodo milanese, inizialmente affiancato dal fratello gemello playmaker Dino, dove ha disputato 12 stagioni partecipando alla vittoria di 4 scudetti,1 Coppa Intercontinentale, 1 Coppa dei campioni, 1 Coppa delle coppe, 1 Coppa Korać e 1 Coppa Italia. Dotato di una buona visione di gioco, di un buon tiro da fuori e un discreto palleggio, era una guardia piccola, utilizzato soprattutto come sesto uomo, entrando in campo per sostituire ed alternare le guardie titolari, in casi di emergenza anche come playmaker. Nonostante questo ruolo subalterno riuscì ad emergere in numerose situazioni, considerato per molte stagioni fra i migliori "sesto uomo" del campionato italiano.
Era un beniamino della tifoseria milanese, che lo aveva soprannominato "il barone". Con il fratello Dino fece parte anche della nazionale italiana, partecipando ai campionati europei del 1981.

## Palmarès
- Coppa dei Campioni: 1

Olimpia Milano: 1986-87
- Coppa delle Coppe: 1

Olimpia Milano: 1975-76
- Coppa Korać: 1

Olimpia Milano: 1984-85
- Campionato italiano: 4

Olimpia Milano: 1981-82, 1984-85, 1985-86, 1986-87
- Coppa Italia: 2

Olimpia Milano: 1985-86, 1986-87